# Грибное (Ленинградская область)
Грибное (до января 1948 года — Муолаанкюля, фин. Muolaankylä) — посёлок в Красносельском сельском поселении Выборгского района Ленинградской области.

## Название
19 января 1948 года согласно постановлению 2-й сессии Тервольского сельсовета деревня Муолаанкюля получила наименование «Грибная». Переименование было закреплено указом Президиума ВС РСФСР от 13 января 1949 года.

## История

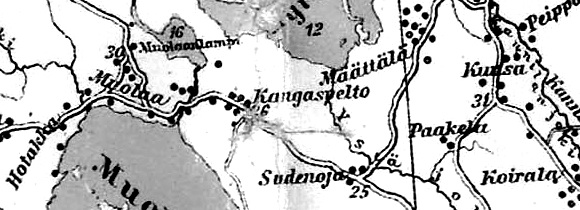
Деревня Муолаанкюля (Муолаа) на финской карте 1923 года

До 1939 года деревня Муолаанкюля входила в состав волости Муолаа Выборгской губернии Финляндской республики. 
Согласно данным 1966 года посёлок Грибное входил в состав Кирилловского сельсовета.
Согласно данным 1973 и 1990 годов посёлок Грибное входил в состав Красносельского сельсовета.
В 1997 году в посёлке Грибное Красносельской волости проживали 7 человек, в 2002 году — 1 человек (русский).
В 2007 году в посёлке Грибное Красносельского СП проживали 9 человек, в 2010 году — 34 человека.

## География
Посёлок расположен в восточной части района к северу от автодороги 41К-092 (Высокое — Синицино).
Расстояние до административного центра поселения — 11 км. 
Расстояние до ближайшей железнодорожной платформы Лейпясуо — 10 км. 
Посёлок находится на северном берегу озера Глубокое.

## Демография
| 2007 | 2010 | 2017 | 2021 |
| ---- | ---- | ---- | ---- |
| 9    | ↗34  | ↘13  | ↗104 |

## Улицы
Выборгская, Глубокая, Заречная, Речная.